# Stockholmsliv (bok)
Stockholmsliv, med underrubriken hur vi bott, arbetat och roat oss under 100 år, är en krönika över staden Stockholms utveckling, arbets- och nöjesliv under perioden 1850 - 1950. 
Verket sammanställdes av journalisten, författaren och Stockholmsskildraren Staffan Tjerneld (1910-1989) i samarbete med flera andra Stockholmsforskare. Stockholmsliv, som omfattar mer än 1 300 sidor text och bilder, gavs ursprungligen ut i tolv häften mellan 1949 och 1951. Varje del beskriver ett samlat geografiskt område. Därefter har verket återutgivits i samlad form och i flera upplagor.